# Tourtouse
Tourtouse est une commune française située dans le département de l'Ariège, en région Occitanie. Sur le plan historique et culturel, la commune fait partie du Couserans, pays aux racines gasconnes structuré par le cours du Salat.
Exposée à un climat océanique altéré, elle est drainée par le Lens, le ruisseau de Massot et par divers autres petits cours d'eau. Incluse dans le parc naturel régional des Pyrénées ariégeoises, la commune possède un patrimoine naturel remarquable : un site Natura 2000 (la « grotte de Tourtouse »), un espace protégé (la « grotte de Tourtouse ») et quatre zones naturelles d'intérêt écologique, faunistique et floristique.
Tourtouse est une commune rurale qui compte 165 habitants en 2022, après avoir connu un pic de population de 1 545 habitants en 1831. Elle fait partie de l'aire d'attraction de Saint-Girons. Ses habitants sont appelés les Tourtousains ou Tourtousaines.
Le patrimoine architectural de la commune comprend un immeuble protégé au titre des monuments historiques : l'ensemble monumental, inscrit en 2010.

## Géographie

### Localisation
La commune de Tourtouse se trouve dans le département de l'Ariège, en région Occitanie.
Elle se situe à 42 km à vol d'oiseau de Foix, préfecture du département, à 12 km de Saint-Girons, sous-préfecture, et à 10 km de Saint-Lizier, bureau centralisateur du canton des Portes du Couserans dont dépend la commune depuis 2015 pour les élections départementales.
La commune fait en outre partie du bassin de vie de Saint-Girons.
Les communes les plus proches sont : 
Bédeille (1,8 km), Fabas (2,2 km), Barjac (3,2 km), Bagert (3,8 km), Lasserre (4,6 km), Sainte-Croix-Volvestre (5,5 km), Mérigon (5,7 km), Montardit (6,3 km).
Sur le plan historique et culturel, Tourtouse fait partie du Couserans, pays aux racines gasconnes structuré par le cours du Salat (affluent de la Garonne), que rien ne prédisposait à rejoindre les anciennes dépendances du comté de Foix.
Tourtouse est limitrophe de cinq autres communes.
Les communes limitrophes sont  Barjac, Bédeille, Fabas, Lasserre et Sainte-Croix-Volvestre.
|          | Fabas     | Sainte-Croix-Volvestre |
| Bédeille | Tourtouse | Lasserre               |
|          | Barjac    |                        |

Commune située dans les Petites Pyrénées en Volvestre à 17 km au nord de Saint-Girons. Elle fait partie du parc naturel régional des Pyrénées ariégeoises.

### Géologie et relief
La commune est située dans le Bassin aquitain, le deuxième plus grand bassin sédimentaire de la France après le Bassin parisien. Les terrains affleurants sur le territoire communal sont constitués de roches sédimentaires datant pour certaines du Cénozoïque, l'ère géologique la plus récente sur l'échelle des temps géologiques, débutant il y a 66 millions d'années, et pour d'autres du Mésozoïque, anciennement appelé Ère secondaire, qui s'étend de −252,2 à −66,0 Ma. La structure détaillée des couches affleurantes est décrite dans la feuille « n°1056 - Le Mas d'Azil » de la carte géologique harmonisée au 1/50 000ème du département de l'Ariège, et sa notice associée.
La superficie cadastrale de la commune publiée par l’Insee, qui sert de références dans toutes les statistiques, est de 11,87 km2,. La superficie géographique, issue de la BD Topo, composante du Référentiel à grande échelle produit par l'IGN, est quant à elle de 12,02 km2. Son relief est relativement accidenté puisque la dénivelée maximale atteint 214 mètres. L'altitude du territoire varie entre 346 m et 560 m.

### Hydrographie

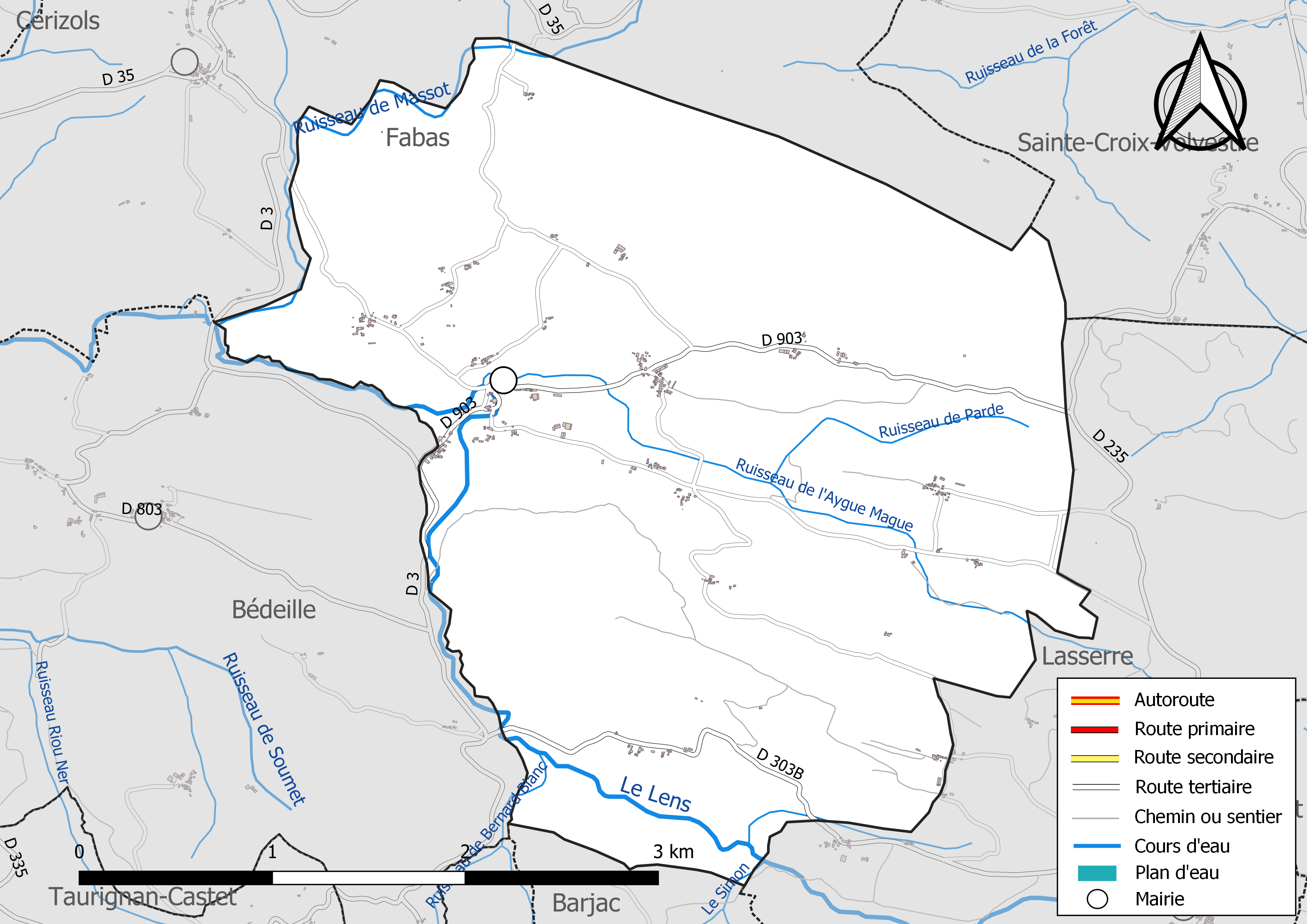
Réseaux hydrographique et routier de Tourtouse.

La commune est dans le bassin versant de la Garonne, au sein du bassin hydrographique Adour-Garonne. Elle est drainée par le Lens, le ruisseau de Massot, le Simon, le ruisseau de Bernard Blanc, le ruisseau de l'Aygue Mague, le ruisseau de Parde et par deux petits cours d'eau, constituant un réseau hydrographique de 10 km de longueur totale,.
Le Lens, d'une longueur totale de 25,6 km, prend sa source dans la commune de Lasserre et s'écoule d'est en ouest. Il traverse la commune et se jette dans le Salat à Mazères-sur-Salat, après avoir traversé 10 communes.

### Climat
Pour des articles plus généraux, voir Climat de l'Occitanie et Climat de l'Ariège.
En 2010, le climat de la commune est de type climat océanique altéré, selon une étude s'appuyant sur une série de données couvrant la période 1971-2000. En 2020, Météo-France publie une typologie des climats de la France métropolitaine dans laquelle la commune est exposée à un climat de montagne et est dans la région climatique Pyrénées centrales, caractérisée par une pluviométrie annuelle de 1 000 à 1 200 mm.
Pour la période 1971-2000, la température annuelle moyenne est de 12,3 °C, avec  une amplitude thermique annuelle de 15,5 °C. Le cumul annuel moyen de précipitations est de 891 mm, avec 9,6 jours de précipitations en janvier et 6,6 jours en juillet. Pour la période 1991-2020 la température moyenne annuelle observée sur la station météorologique la plus proche, située sur la commune de Cérizols à 6 km à vol d'oiseau, est de 12,3 °C et le cumul annuel moyen de précipitations est de 976,4 mm,. Pour l'avenir, les paramètres climatiques de la commune estimés pour 2050 selon différents scénarios d’émission de gaz à effet de serre sont consultables sur un site dédié publié par Météo-France en novembre 2022.

### Milieux naturels et biodiversité

#### Espaces protégés
La protection réglementaire est le mode d’intervention le plus fort pour préserver des espaces naturels remarquables et leur biodiversité associée,.
La commune fait partie du parc naturel régional des Pyrénées ariégeoises, créé en 2009 et d'une superficie de 245 973 ha, qui s'étend sur 138 communes du département. Ce territoire unit les plus hauts sommets aux frontières de l’Andorre et de l’Espagne (la Pique d'Estats, le mont Valier, etc) et les plus hautes vallées des avants-monts, jusqu’aux plissements du Plantaurel.
Un autre espace protégé est présent sur la commune : 
la « grotte de Tourtouse », objet d'un arrêté de protection de biotope, d'une superficie de 0,2 ha.

#### Réseau Natura 2000

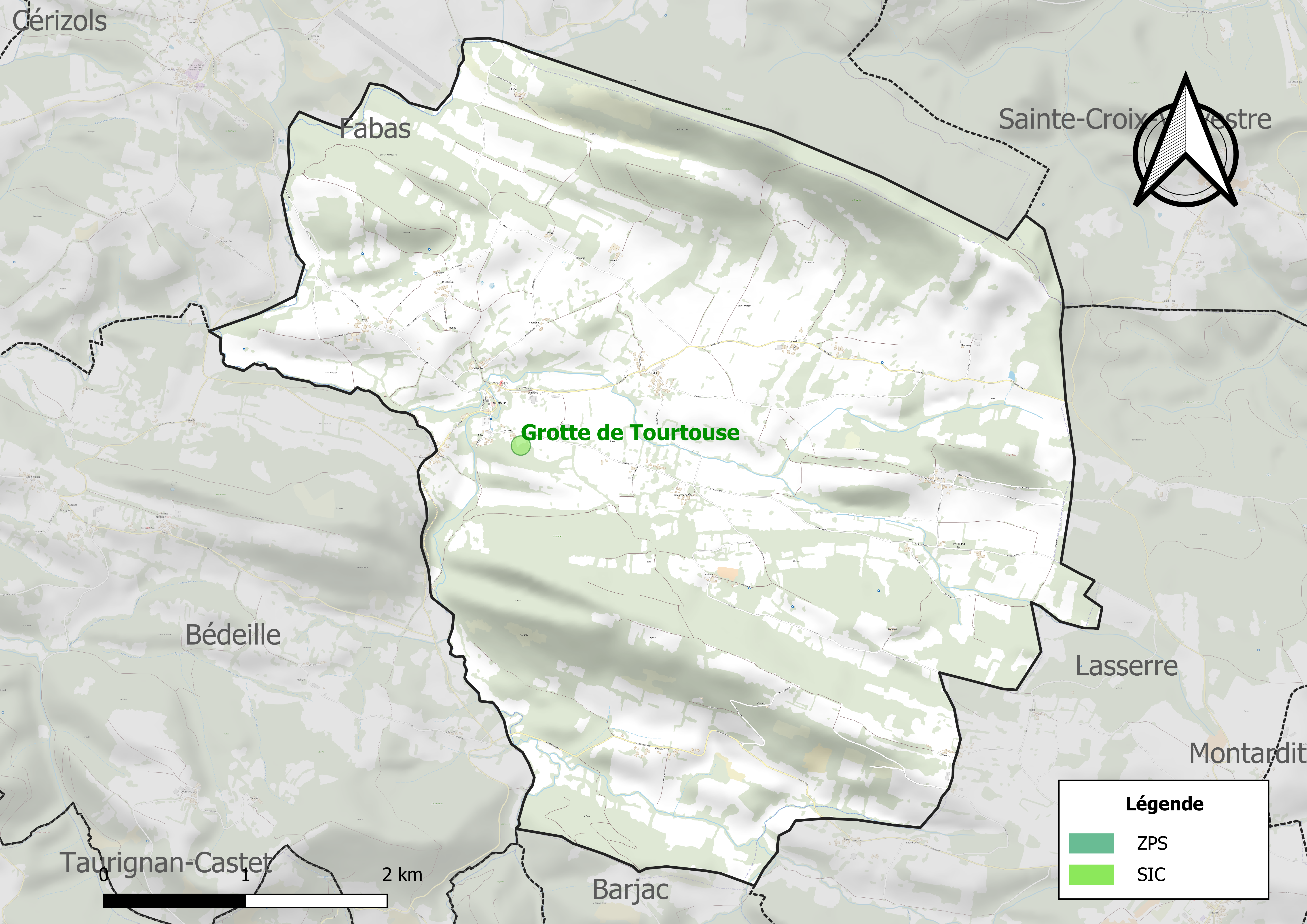
Site Natura 2000 sur le territoire communal.

Le réseau Natura 2000 est un réseau écologique européen de sites naturels d'intérêt écologique élaboré à partir des directives habitats et oiseaux, constitué de zones spéciales de conservation (ZSC) et de zones de protection spéciale (ZPS).
Un site Natura 2000 a été défini sur la commune au titre de la directive habitats : la « grotte de Tourtouse », d'une superficie de 1 ha, un lieu de reproduction pour trois espèces de chauves-souris (Minioptère de Schreibers, Petit Murin et du Rhinolophe euryale), avec la présence d'invertébrés cavernicoles endémiques d'Ariège et des Pyrénées centrales.

#### Zones naturelles d'intérêt écologique, faunistique et floristique
L’inventaire des zones naturelles d'intérêt écologique, faunistique et floristique (ZNIEFF) a pour objectif de réaliser une couverture des zones les plus intéressantes sur le plan écologique, essentiellement dans la perspective d’améliorer la connaissance du patrimoine naturel national et de fournir aux différents décideurs un outil d’aide à la prise en compte de l’environnement dans l’aménagement du territoire.
Deux ZNIEFF de type 1 sont recensées sur la commune :
les « quères de Bédeille et grotte de Tourtouse » (811 ha), couvrant 3 communes du département, et 
les « quères des Petites Pyrénées (partie sud) » (3 539 ha), couvrant 24 communes dont 10 dans l'Ariège et 14 dans la Haute-Garonne
et deux ZNIEFF de type 2, : 
- les « coteaux de l'ouest du Saint-Gironnais » (7 504 ha), couvrant 17 communes dont 13 dans l'Ariège et 4 dans la Haute-Garonne[34] ;
- les « Petites Pyrénées en rive droite de la Garonne » (12 847 ha), couvrant 20 communes dont 8 dans l'Ariège et 12 dans la Haute-Garonne[35].

Carte des ZNIEFF de type 1 et 2 à Tourtouse.
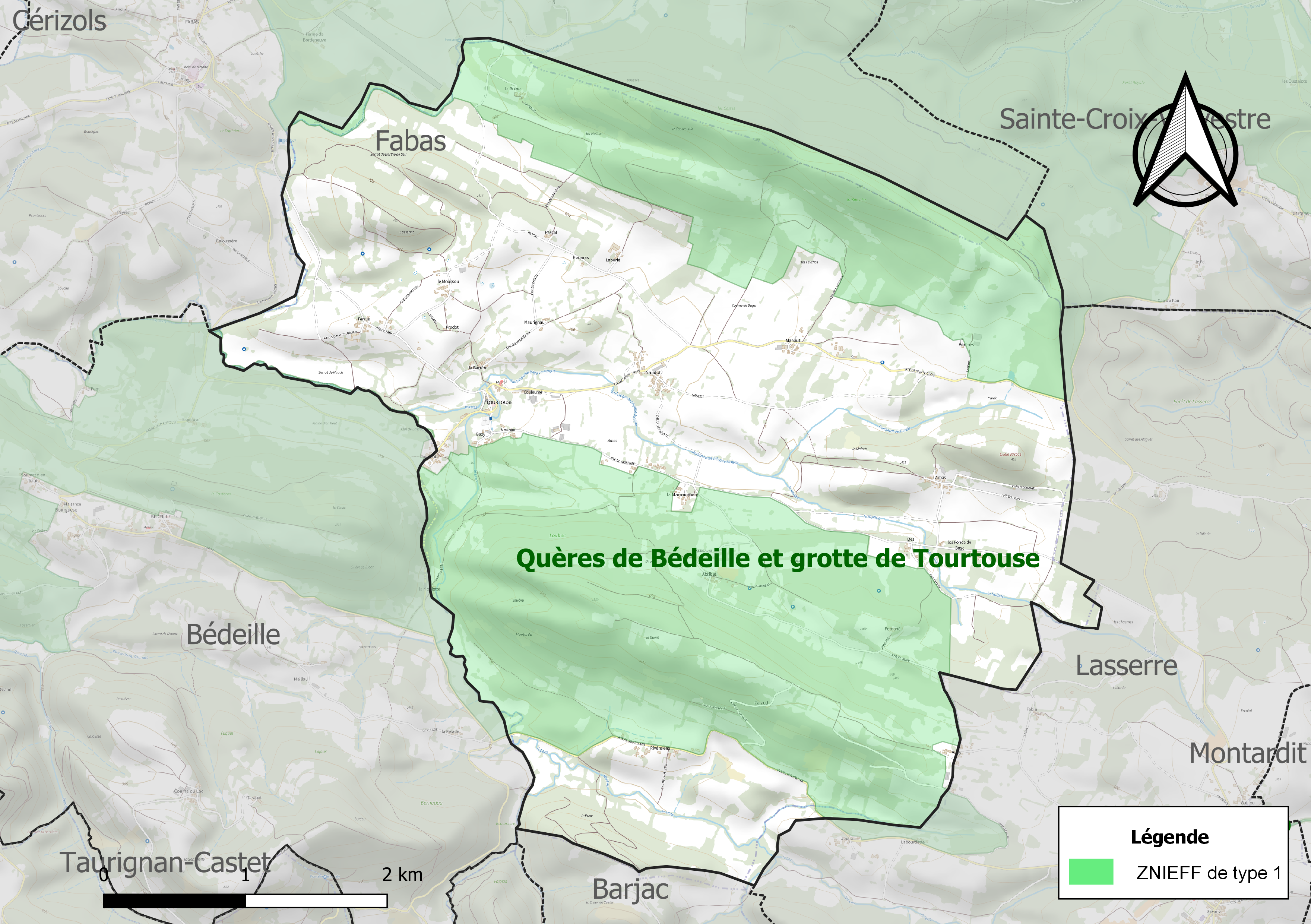
Carte des ZNIEFF de type 1 sur la commune.
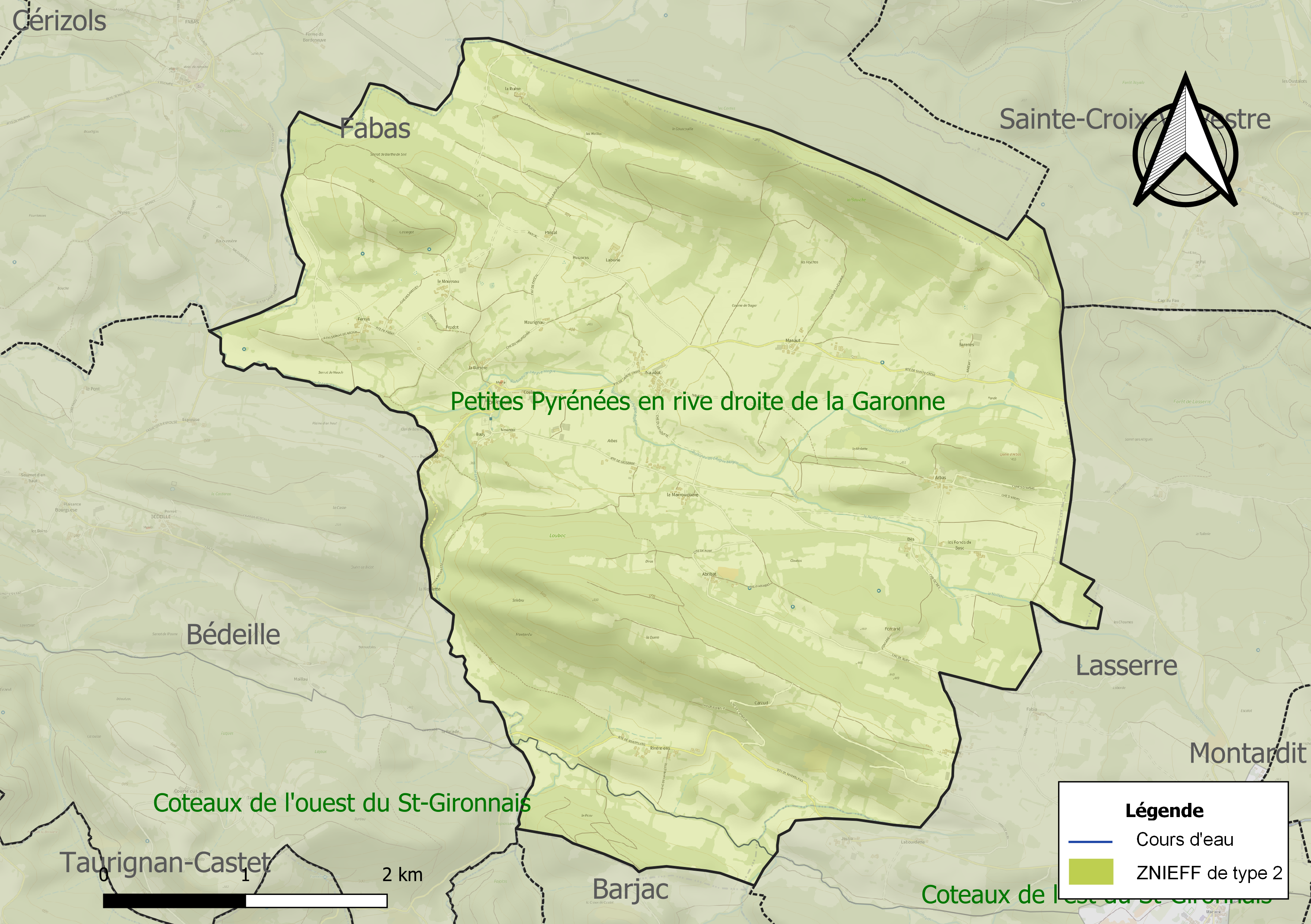
Carte des ZNIEFF de type 2 sur la commune.

## Urbanisme

### Typologie
Au 1er janvier 2024, Tourtouse est catégorisée commune rurale à habitat très dispersé, selon la nouvelle grille communale de densité à 7 niveaux définie par l'Insee en 2022.
Elle est située hors unité urbaine. Par ailleurs la commune fait partie de l'aire d'attraction de Saint-Girons, dont elle est une commune de la couronne,. Cette aire, qui regroupe 70 communes, est catégorisée dans les aires de moins de 50 000 habitants,.

### Occupation des sols
L'occupation des sols de la commune, telle qu'elle ressort de la base de données européenne d’occupation biophysique des sols Corine Land Cover (CLC), est marquée par l'importance des territoires agricoles (64,4 % en 2018), une proportion identique à celle de 1990 (64,4 %). La répartition détaillée en 2018 est la suivante : 
zones agricoles hétérogènes (45,5 %), forêts (32,9 %), prairies (18,9 %), milieux à végétation arbustive et/ou herbacée (2,7 %). L'évolution de l’occupation des sols de la commune et de ses infrastructures peut être observée sur les différentes représentations cartographiques du territoire : la carte de Cassini (XVIIIe siècle), la carte d'état-major (1820-1866) et les cartes ou photos aériennes de l'IGN pour la période actuelle (1950 à aujourd'hui).

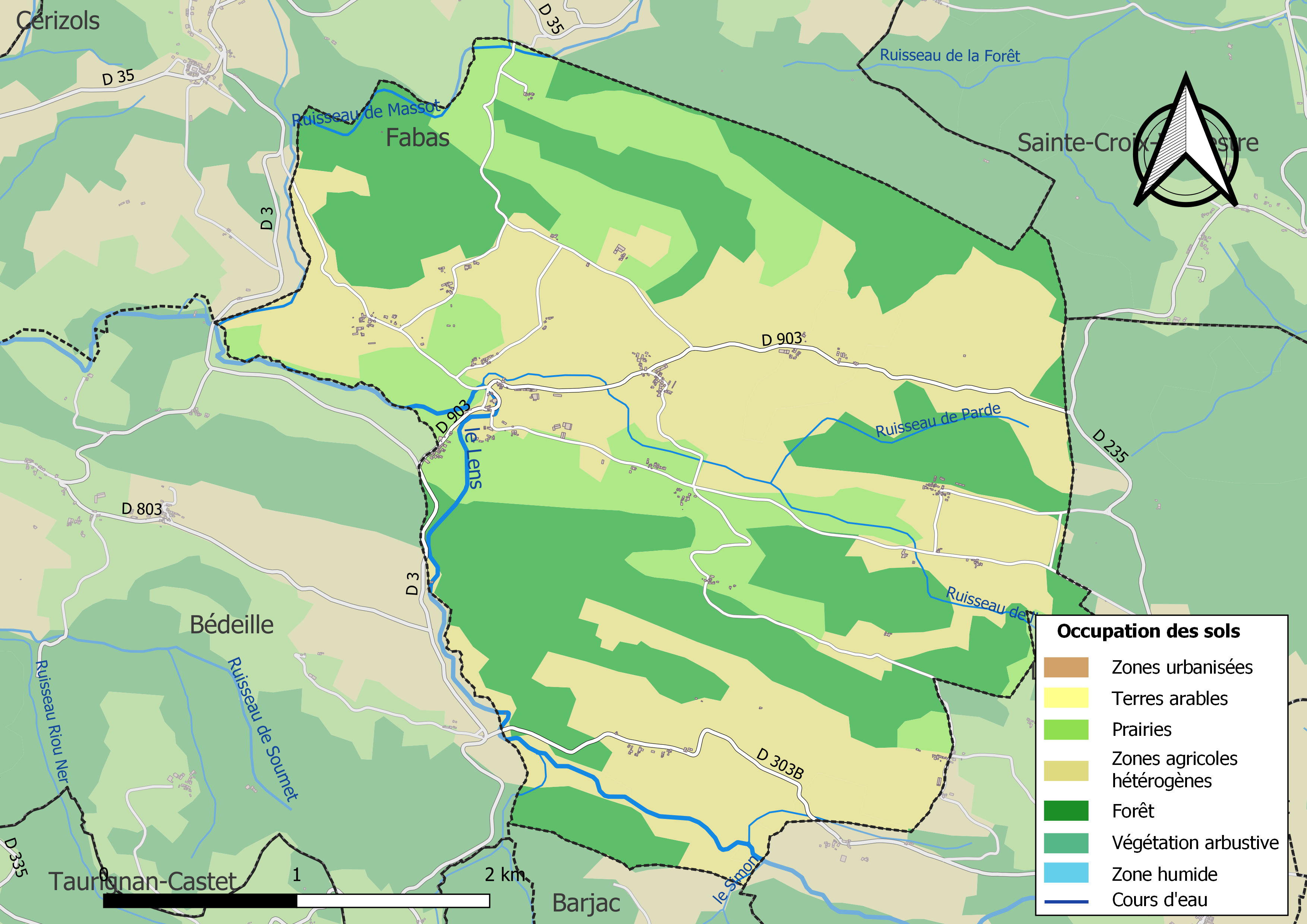
Carte des infrastructures et de l'occupation des sols de la commune en 2018 (CLC).

### Hameaux
La Barrère, Fond du Bosc, Herrus, La Marrouquère, Naudot, Manaud, Mounaut, Basy. Pommadé, Couloumé, La Ruere

### Habitat et logement
En 2018, le nombre total de logements dans la commune était de 127, alors qu'il était de 125 en 2013 et de 124 en 2008.
Parmi ces logements, 54,9 % étaient des résidences principales, 25,6 % des résidences secondaires et 19,4 % des logements vacants. Ces logements étaient pour 97,7 % d'entre eux des maisons individuelles et pour 0 % des appartements.
Le tableau ci-dessous présente la typologie des logements à Tourtouse en 2018 en comparaison avec celle de l'Ariège et de la France entière. Une caractéristique marquante du parc de logements est ainsi une proportion de résidences secondaires et logements occasionnels (25,6 %) supérieure à celle du département (24,6 %) et à celle de la France entière (9,7 %). Concernant le statut d'occupation de ces logements, 73,6 % des habitants de la commune sont propriétaires de leur logement (73,2 % en 2013), contre 66,3 % pour l'Ariège et 57,5 % pour la France entière.
| Typologie                                               | Tourtouse | Ariège | France entière |
| ------------------------------------------------------- | --------- | ------ | -------------- |
| Résidences principales (en %)                           | 54,9      | 65,7   | 82,1           |
| Résidences secondaires et logements occasionnels (en %) | 25,6      | 24,6   | 9,7            |
| Logements vacants (en %)                                | 19,4      | 9,7    | 8,2            |

### Voies de communication et transports
Accès avec les routes départementales D 3, D 903 et D 303B.

### Risques majeurs

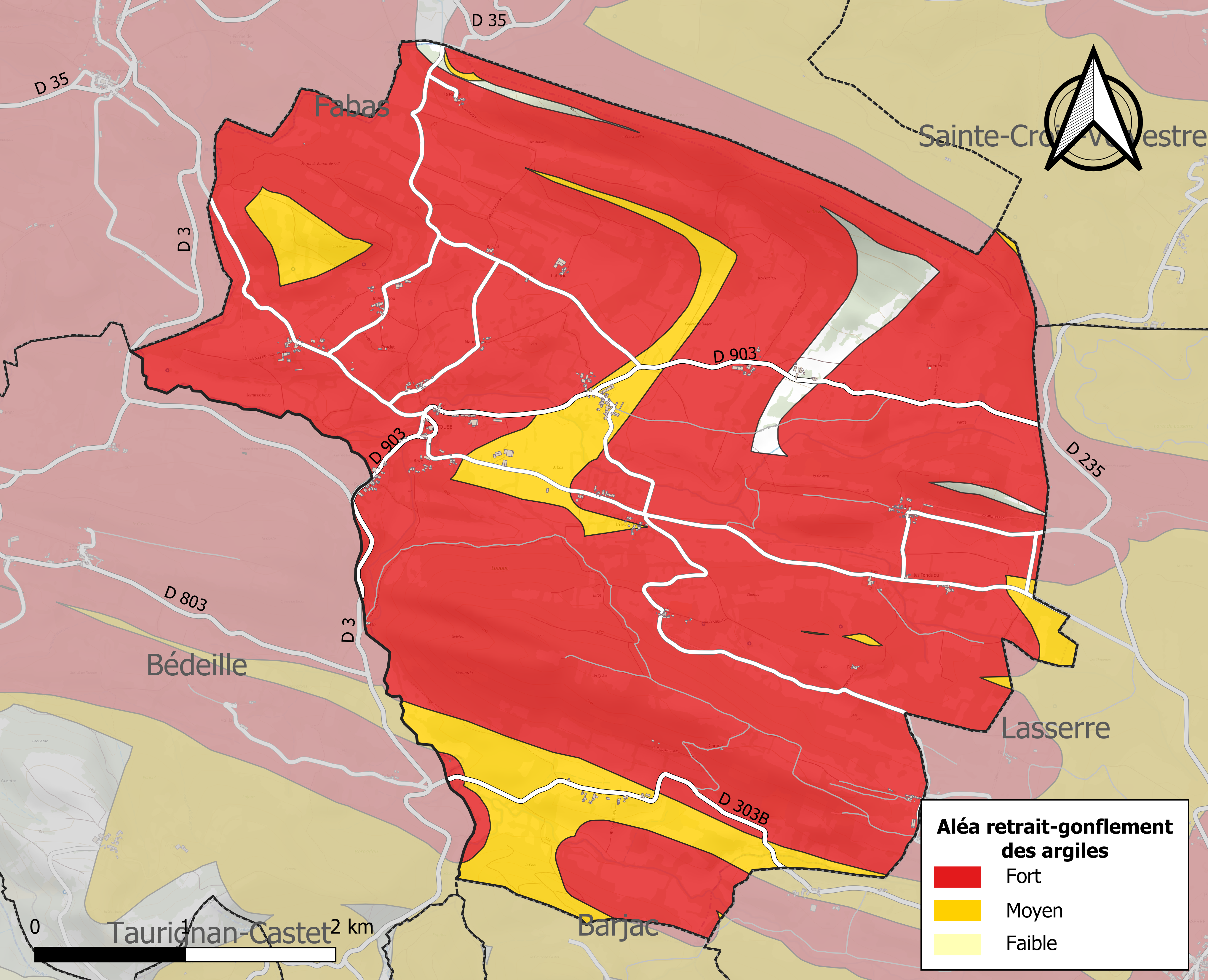
Zonage de l'aléa retrait-gonflement des argiles sur la commune de Tourtouse.

Le territoire de la commune de Tourtouse est vulnérable à différents aléas naturels : inondations, climatiques (grand froid ou canicule), feux de forêts, mouvements de terrains et séisme (sismicité modérée),.
Certaines parties du territoire communal sont susceptibles d’être affectées par le risque d’inondation par crue torrentielle d'un cours d'eau, le Lens, ou ruissellement d'un versant.
Les mouvements de terrains susceptibles de se produire sur la commune sont soit des chutes de blocs, soit des glissements de terrains, soit des effondrements liés à des cavités souterraines, soit des mouvements liés au retrait-gonflement des argiles. Près de 50 % de la superficie du département est concernée par l'aléa retrait-gonflement des argiles, dont la commune de Tourtouse. L'inventaire national des cavités souterraines permet par ailleurs de localiser celles situées sur la commune.
Près de 50 % de la superficie du département est concernée par l'aléa retrait-gonflement des argiles, dont la commune de Tourtouse. L'inventaire national des cavités souterraines permet par ailleurs de localiser celles situées sur la commune.
Ces risques naturels sont pris en compte dans l'aménagement du territoire de la commune par le biais d'un plan de prévention des risques (PPR) inondation et mouvement de terrain approuvé le 2 juin 2005.

## Histoire
Construit au XIIe siècle, le château et le donjon fortifié avaient pour mission de défendre le diocèse de Couserans (Saint-Lizier), notamment des prétentions des comtes de Comminges. Le pape Célestin III, par une bulle du 15 septembre 1195 et à la suite de la demande de l'évêque de Couserans Laurent, prend sous sa sauvegarde Tortoz et son château.
Des défrichements concertés, possiblement inspiré du succès de quelques bastides proches, sont opérés vers Lasserre. Une importante migration de Poitevins et Saintongeais s'est produite à la fin du XIVe siècle mais sans doute aussi ultérieurement. Le rôle de l’ordre de Fontevrault installé à Sainte-Croix entre 1114 et 1117 pourrait être majeur dans ces créations villageoises et cette migration.
Dans le contexte de la troisième guerre de religion, le lieutenant-général de Jeanne d'Albret, Gabriel Ier de Montgommery avec 7 000 Huguenots, ravage la région le 30 juillet 1559, pille Tourtouse et incendie l'église, laissant les habitants dans un grand désarroi.
Au XVIIe siècle, l'évêque Bruno Ruade, en difficulté avec ses chanoines, restaure la motte féodale et y trouve certainement apaisement.
La commune a été créée le 27 février 1888 à la suite du fractionnement de Tourtouse-et-Lasserre.

## Politique et administration

### Découpage territorial
La commune de Tourtouse est membre de la communauté de communes Couserans-Pyrénées, un établissement public de coopération intercommunale (EPCI) à fiscalité propre créé le 18 novembre 2016 dont le siège est à Saint-Lizier. Ce dernier est par ailleurs membre d'autres groupements intercommunaux.
Sur le plan administratif, elle est rattachée à l'arrondissement de Saint-Girons, au département de l'Ariège, en tant que circonscription administrative de l'État, et à la région Occitanie.
Sur le plan électoral, elle dépend du canton des Portes du Couserans pour l'élection des conseillers départementaux, depuis le redécoupage cantonal de 2014 entré en vigueur en 2015, et de la deuxième circonscription de l'Ariège  pour les élections législatives, depuis le redécoupage électoral de 1986.

### Administration municipale
Le nombre d'habitants au recensement de 2011 étant compris entre 100 et 499, le nombre de membres du conseil municipal pour l'élection de 2014 est de onze,.

### Liste des maires
| Période                                  | Période      | Identité          | Étiquette | Qualité                                                      |
| ---------------------------------------- | ------------ | ----------------- | --------- | ------------------------------------------------------------ |
| mars 2001                                | 2008         | Adrien Peytou     |           | Président communauté de communes du Volvestre ariégeois 2003 |
| mars 2008                                | juillet 2020 | André Descoins    |           | Retraité de l'enseignement                                   |
| juillet 2020                             | En cours     | Jacqueline Mauran |           |                                                              |
| Les données manquantes sont à compléter. |              |                   |           |                                                              |

## Population et société

### Démographie
L'évolution du nombre d'habitants est connue à travers les recensements de la population effectués dans la commune depuis 1793. Pour les communes de moins de 10 000 habitants, une enquête de recensement portant sur toute la population est réalisée tous les cinq ans, les populations de référence des années intermédiaires étant quant à elles estimées par interpolation ou extrapolation. Pour la commune, le premier recensement exhaustif entrant dans le cadre du nouveau dispositif a été réalisé en 2004.

En 2022, la commune comptait 165 habitants, en évolution de +17,02 % par rapport à 2016 (Ariège : +1,48 %, France hors Mayotte : +2,11 %).
| 1793  | 1800  | 1806  | 1821  | 1831  | 1836  | 1841  | 1846  | 1851  |
| ----- | ----- | ----- | ----- | ----- | ----- | ----- | ----- | ----- |
| 1 265 | 1 376 | 1 380 | 1 372 | 1 545 | 1 482 | 1 544 | 1 519 | 1 417 |

| 1856  | 1861  | 1866  | 1872  | 1876  | 1881  | 1886  | 1891 | 1896 |
| ----- | ----- | ----- | ----- | ----- | ----- | ----- | ---- | ---- |
| 1 305 | 1 251 | 1 214 | 1 223 | 1 142 | 1 112 | 1 087 | 614  | 590  |

| 1901 | 1906 | 1911 | 1921 | 1926 | 1931 | 1936 | 1946 | 1954 |
| ---- | ---- | ---- | ---- | ---- | ---- | ---- | ---- | ---- |
| 545  | 551  | 543  | 513  | 469  | 430  | 426  | 380  | 329  |

| 1962 | 1968 | 1975 | 1982 | 1990 | 1999 | 2004 | 2006 | 2009 |
| ---- | ---- | ---- | ---- | ---- | ---- | ---- | ---- | ---- |
| 291  | 224  | 212  | 201  | 174  | 169  | 166  | 165  | 158  |

| 2014 | 2019 | 2022 | - | - | - | - | - | - |
| ---- | ---- | ---- | - | - | - | - | - | - |
| 142  | 155  | 165  | - | - | - | - | - | - |

| selon la population municipale des années : | 1968 | 1975 | 1982 | 1990 | 1999 | 2006 | 2009 | 2013 |
| Rang de la commune dans le département      | 115  | 114  | 166  | 129  | 137  | 159  | 171  | 185  |
| Nombre de communes du département           | 340  | 328  | 330  | 332  | 332  | 332  | 332  | 332  |

### Enseignement
Tourtouse fait partie de l'académie de Toulouse.

### Culture et festivités
- Trois associations : Vivre à Tourtouse, le comité des fêtes de Tourtouse et Remp'Arts assurent à Tourtouse une dynamique constante.
- Roger Souza a tourné deux courts métrages au village : Tant que farem atal (1985) et Les étoiles de papier (2016)[60].

### Activités sportives
Chasse, randonnée.

### Écologie et recyclage
La déchetterie du Volvestre ariégeois se trouve sur la commune de Lasserre au lieu-dit Chaumes.

## Économie

### Emploi
| Division       | 2008  | 2013   | 2018   |
| -------------- | ----- | ------ | ------ |
| Commune        | 11 %  | 7,5 %  | 17,3 % |
| Département    | 8,9 % | 11,1 % | 11,2 % |
| France entière | 8,3 % | 10 %   | 10 %   |

En 2018, la population âgée de 15 à 64 ans s'élève à 95 personnes, parmi lesquelles on compte 77,6 % d'actifs (60,2 % ayant un emploi et 17,3 % de chômeurs) et 22,4 % d'inactifs,. Depuis 2008, le taux de chômage communal (au sens du recensement) des 15-64 ans est supérieur à celui de la France et du département.
La commune fait partie de la couronne de l'aire d'attraction de Saint-Girons, du fait qu'au moins 15 % des actifs travaillent dans le pôle,. Elle compte 19 emplois en 2018, contre 21 en 2013 et 19 en 2008. Le nombre d'actifs ayant un emploi résidant dans la commune est de 59, soit un indicateur de concentration d'emploi de 33 % et un taux d'activité parmi les 15 ans ou plus de 60,5 %.
Sur ces 59 actifs de 15 ans ou plus ayant un emploi, 15 travaillent dans la commune, soit 25 % des habitants. Pour se rendre au travail, 85,2 % des habitants utilisent un véhicule personnel ou de fonction à quatre roues, 1,6 % les transports en commun, 3,2 % s'y rendent en deux-roues, à vélo ou à pied et 9,8 % n'ont pas besoin de transport (travail au domicile).

### Activités hors agriculture
12 établissements sont implantés  à Tourtouse au 31 décembre 2019.
Le secteur des activités spécialisées, scientifiques et techniques et des activités de services administratifs et de soutien est prépondérant sur la commune puisqu'il représente 25 % du nombre total d'établissements de la commune (3 sur les 12 entreprises implantées  à Tourtouse), contre 13,2 % au niveau départemental.
L'économie de la commune est essentiellement basée sur l'agriculture, et possède un restaurant le Sentenac créé en 1970 dans un cadre de verdure au cœur du village, qui est une institution locale de la gastronomie traditionnelle.

### Agriculture
La commune fait partie de la petite région agricole dénommée « Région sous-pyrénéenne ». En 2010, l'orientation technico-économique de l'agriculture  sur la commune est l'élevage de bovins, lait, élevage et viande combinés.
|                                   | 1988 | 2000 | 2010 |
| --------------------------------- | ---- | ---- | ---- |
| Exploitations                     | 33   | 21   | 16   |
| Superficie agricole utilisée (ha) | 762  | 721  | 728  |

Le nombre d'exploitations agricoles en activité et ayant leur siège dans la commune est passé de 33 lors du recensement agricole de 1988 à 21 en 2000 puis à 16 en 2010, soit une baisse de 52 % en 22 ans. Le même mouvement est observé à l'échelle du département qui a perdu pendant cette période 48 % de ses exploitations. La surface agricole utilisée sur la commune a également diminué, passant de 762 ha en 1988 à 728 ha en 2010. Parallèlement la surface agricole utilisée moyenne par exploitation a augmenté, passant de 23 à 46 ha.

## Culture locale et patrimoine

### Lieux et bâtiments
- Église Notre-Dame-de-l'Assomption. L'ensemble monumental : église, son donjon clocher, la résidence des évêques de Couserans, les vestiges de remparts et les sols des parcelles sont inscrits à l'inventaire des monuments historiques depuis 2010[65].

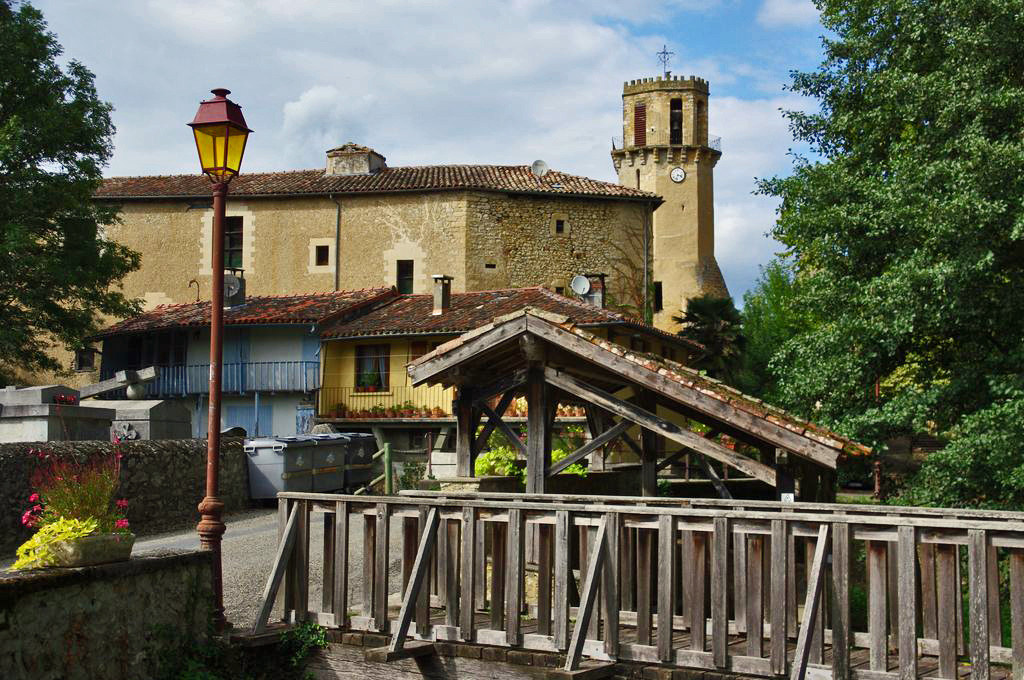
Ensemble monumental de Tourtouse[66].
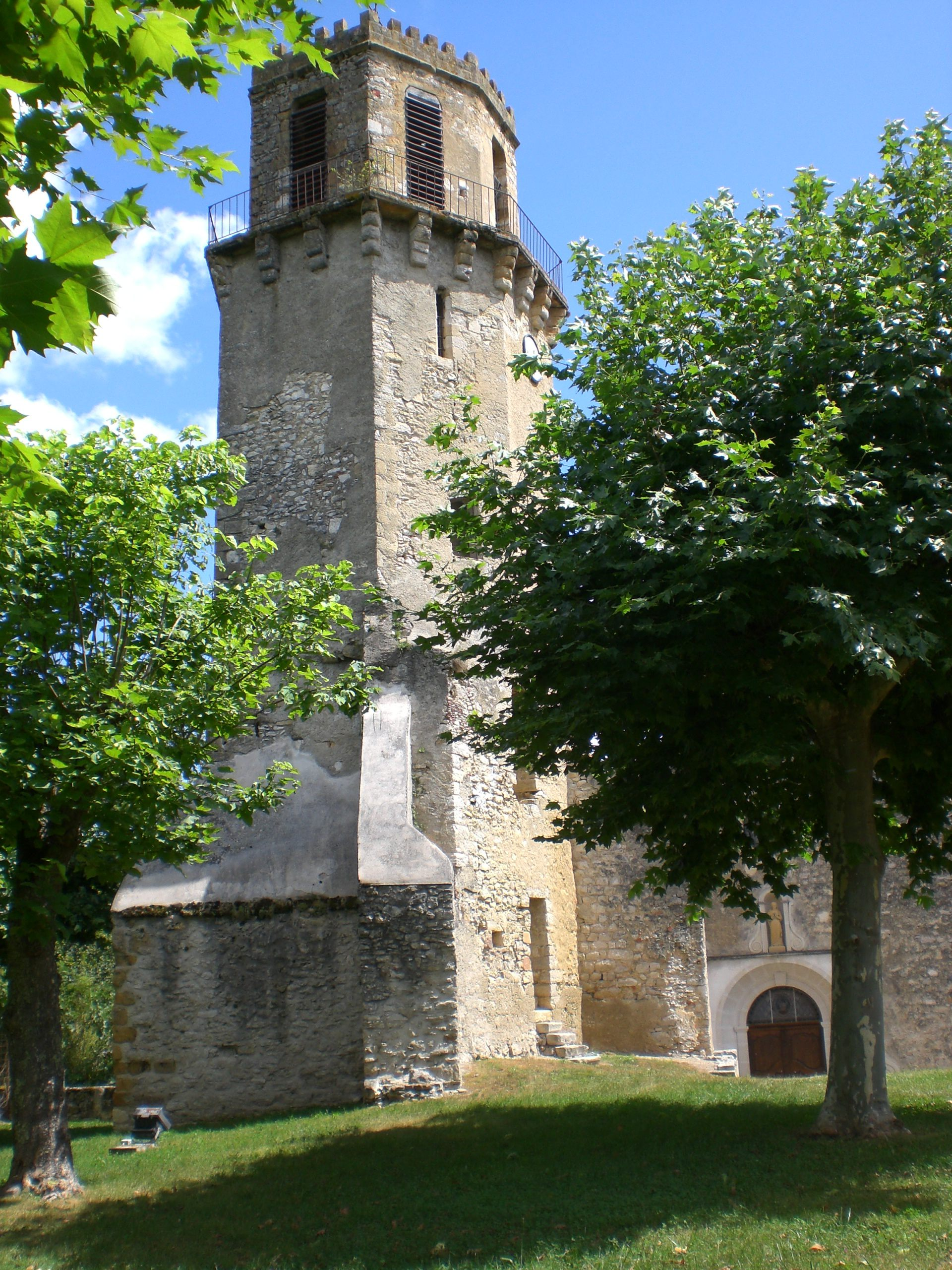
Le clocher de l'église, dit donjon.
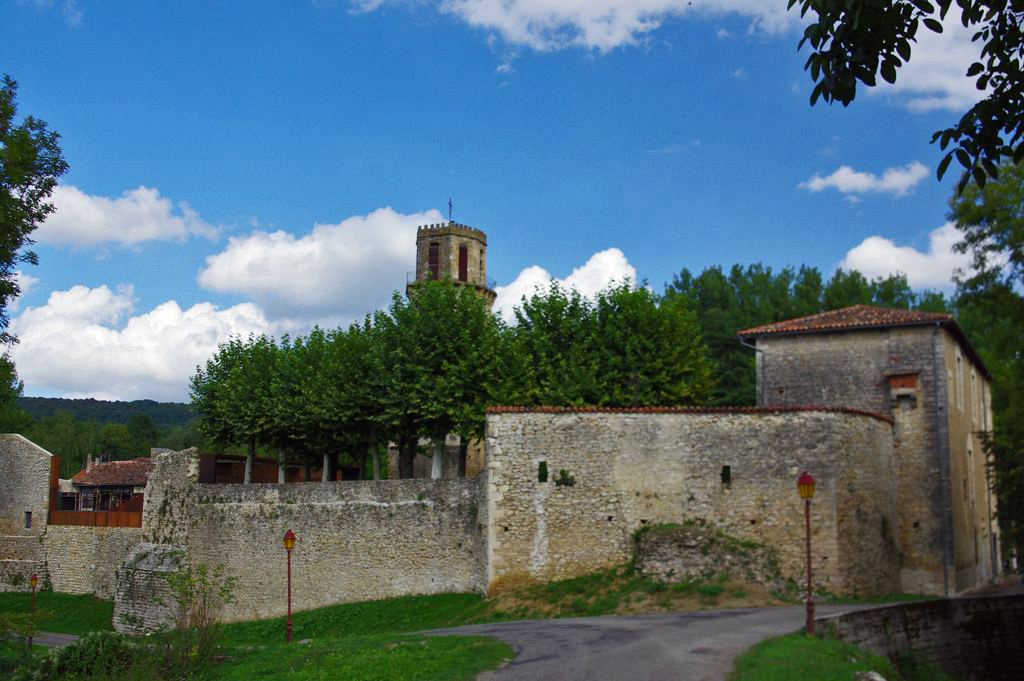
Ensemble monumental de Tourtouse.

- Le château de Tourtouse, son donjon est resté intact.
- La grotte de Tourtouse, classée Natura 2000 est soumise à un accès réglementé par arrêté préfectoral de protection de biotope qui interdit sa visite du 1er mars au 30 septembre[67].
- Le théâtre de plein air de 250 places, construit en 2015 sur les remparts de la motte médiévale[68].

### Personnalités liées à la commune
- Honoré Icard (1843-1917), sculpteur.
- Joaquin Angles (1865-1911), sculpteur.
- Jean César-Bru (1870-1955), sculpteur.

### Héraldique
| Blason de Tourtouse | Blason  | D'argent au chevron de sinople accompagné de trois mouchetures d'hermine de sable. |
| Blason de Tourtouse | Détails | Inspiré des armes de Bruno Ruade (1579?-1645), évêque de Couserans, qui résida pendant un temps à Tourtouse et restaura la motte féodale. Le statut officiel du blason reste à déterminer. |

## Pour approfondir